# Vernas
Vernas este o comună în departamentul Isère din sud-estul Franței. În 2009 avea o populație de 221 de locuitori.

## Evoluția populației
| An        | 1975 | 1982 | 1990 | 1999 | 2006 | 2009 |
| --------- | ---- | ---- | ---- | ---- | ---- | ---- |
| Populație | 90   | 117  | 155  | 174  | 216  | 221  |